# Кузнецово-Михайлівська волость
Кузнецово-Михайлівська волость — історична адміністративно-територіальна одиниця Міуського, потім Таганрізького округу Області Війська Донського з центром у слободі Кузнецово-Михайлівська. 
Станом на 1873 рік складалася із єдиної слободи. Населення — 1184 особи (611 чоловічої статі та 573 — жіночої), 183 дворових господарства і 4 окремих будинки. 
Поселення волості:
- Кузнецово-Михайлівська — слобода над річкою Грузький Єланчик за 42 версти від окружної станиці, 1184 особи, 183 дворових господарства та 4 окремих будинки, у господарствах налічувалось 75 плугів, 298 коней, 303 пари волів, 1745 звичайних й 350 тонкорунних овець.